# Vallo Torinese
Vallo Torinese is een gemeente in de Italiaanse provincie Turijn (regio Piëmont) en telt 743 inwoners (31-12-2004). De oppervlakte bedraagt 6,2 km², de bevolkingsdichtheid is 120 inwoners per km².

## Demografie
Vallo Torinese telt ongeveer 334 huishoudens. Het aantal inwoners steeg in de periode 1991-2001 met 1,8% volgens cijfers uit de tienjaarlijkse volkstellingen van ISTAT.
| Jaar | Inwoneraantal |
| ---- | ------------- |
| 1991 | 721           |
| 2001 | 734           |

## Geografie
Vallo Torinese grenst aan de volgende gemeenten: Viù, Germagnano, Cafasse, Fiano, Varisella.
1. ↑  https://demo.istat.it/?l=it.